# Кожахметова, Шолпан Болатовна
Шолпан Болатовна Кожахметова (род. 23 апреля 1991 года) — казахстанская легкоатлетка (спортивная ходьба), участница Олимпиады в Лондоне (2012), неоднократная чемпионка и призёр Республики Казахстан по спортивной ходьбе.

## Биография
Шолпан, как и её сестра Айман родились в Талды-Кургане. В настоящее время сёстры живут в Алматы и учатся на биологическом факультете КазНУ им. Аль-Фараби. Также долгое время сёстры профессионально занимались плаванием и показывали хорошие результаты, но в дальнейшем перешли на спортивную ходьбу.
Право выступить на Олимпийских играх 2012 года в Лондоне она получила по результатам открытого чемпионате России, где на дистанции 20 км она показала время 1:32,05. На самой Олимпиаде сошла с дистанции, не дойдя до финиша.
Участвовала в чемпионате мира 2013 года в Москве. В 2014 году заняла 5 место на чемпионате Азии в японском Наоми.